# V.
V. es la primera novela del escritor estadounidense Thomas Pynchon publicada en 1963. Es considerada una obra importante del posmodernismo estadounidense. Obtuvo el premio a la mejor novela debut de la Fundación William Faulkner en 1964, poco después de su publicación, y también fue nominada al Premio Nacional del Libro.
La obra, de naturaleza episódica, presenta frecuentes saltos en el tiempo, una gran cantidad de incidentes extraños y un arsenal de excéntricos personajes que resultan difíciles de seguir. Gira en torno a las historias vagamente entrelazadas de dos personajes opuestos: por un lado, el schlemiel y pícaro Benny Profane, que recorre el Nueva York de los años 50, y por otro, el historiador Herbert Stencil, quien está obsesionado con encontrar la identidad de una enigmática mujer, V.
El título V. se refiere a una inicial que aparece en los diarios del difunto padre de Stencil. Stencil sospecha que podría tratarse de su madre. En la búsqueda de V., sigue pistas cada vez más extrañas en las que la letra "V" aparece repetidamente en diferentes ubicaciones geográficas y en diferentes momentos históricamente significativos.

## Argumento
La novela de Pynchon narra los acontecimientos que rodean a Profane y Stencil. El padre de Stencil, que estaba al servicio del Ministerio de Asuntos Exteriores británico, había muerto en una misteriosa misión en Malta en 1919, dejando escritos sobre una persona a la que solo se refería como V. Para el hijo, que ahora intenta encontrar la identidad de V., el esfuerzo por esclarecer la verdad y los antecedentes de esta persona se convierte en un proceso de búsqueda de su propia identidad.
Según la cronología, que en la propia novela está fragmentada por una forma de presentación anacrónica, V. aparece por primera vez en El Cairo en 1893 como Victoria Wren, quien estuvo involucrada en la crisis de Fashoda. Un año después, Victoria Wren aparece en Florencia y se le vincula con un intento de robo de la Venus de Botticelli de la Galería Uffizi; también parece estar relacionada con el ataque al consulado venezolano por parte de un gaucho argentino.
Poco antes del estallido de la Primera Guerra Mundial, según la investigación de Stencil, el propietario de un salón de moda parisino se enamora de una bailarina de quince años, a la que se refiere como V., quien muere de manera masoquista durante la representación de un "sacrificio virginal" en el estreno de una obra (Pynchon hace referencia a La consagración de la primavera de Igor Stravinsky, estrenada en París en 1913). En 1919, una tal Veronica Manganese se ve involucrada en los disturbios que rodean la lucha de Malta por la independencia. El padre de Stencil abandona Malta tras contactar con V., a quien había conocido en Florencia y luego desaparece en su barco en el Mediterráneo. En 1922, Herbert Stencil identifica a V. como Vera Merowing, quien fue testigo de la cruel represión de un levantamiento nativo mientras era huésped en una granja de la antigua colonia alemana en Sudáfrica. Al parecer, V. finalmente muere en un bombardeo sobre Malta en 1942, disfrazada de 'mal sacerdote'. Sin embargo, en la novela también hay indicios de que V. podría ser una rata llamada Verónica, a la que un sacerdote chiflado que vive en el sistema de alcantarillas de Nueva York está tratando de convertir. V. también podría estar relacionada con Vheissu, un misterioso país que, como 'tierra prometida', podría estar planeando una conspiración contra el resto del mundo. A pesar de los innumerables nombres de lugares y personas que comienzan con la letra 'V', Stencil, confundido por las innumerables pistas, no logra aclarar quién o qué se esconde detrás de esta inicial. En un estado de desesperación, finalmente llega a sospechar que V. tal vez no sea más que la aparición repetida de una simple letra.

## Recepción
En una reseña del libro publicada poco después a la aparición de V., el New York Times elogió el estilo vigoroso e imaginativo, el humor robusto y la enorme reserva de información en esta primera novela de Pynchon y elogió a su autor como un prometedor joven escritor con notable habilidad.
En 2013, con motivo del 50.º aniversario de la primera edición de V., The New Yorker describió en una nueva reseña de la novela de Pynchon al protagonista Stencil como el 'desesperado clásico' de la literatura estadounidense, comparable al personaje principal de El gran Gatsby de F. Scott Fitzgerald o a la figura central del capitán Ahab en Moby-Dick de Melville, pues los tres se sienten incómodos en un mundo que son incapaces de cambiar.
El académico Hubert Zapf ve a los protagonistas Benny Profane y Herbert Stencil como dos figuras "cuya actitud y motivación ejemplifican la situación posmoderna". Profane, como "típico representante de una persona de voluntad débil impulsada por fuerzas externas en el Nueva York de los años 50... recuerda al modo de vida de la Generación Beat", mientras que Stencil está "obsesionado por su pasión histórica" por "descifrar el diario de su padre." pero esto le plantea problemas irresolubles. Así como Profane guía al lector "a través de las calles y el sistema subterráneo de alcantarillas de Nueva York, el lector sigue a Stencil en su viaje por el mundo". A medida que avanza la historia, la novela genera "más y más significados", pero la historia presentada y, por tanto, la novela de Pynchon, en última instancia, evade "una interpretación inequívoca".